# 朝鮮民主主義人民共和国に対する制裁
朝鮮民主主義人民共和国に対する制裁（ちょうせんみんしゅしゅぎじんみんきょうわこくにたいするせいさい）とは、2010年代に目立って増えたミサイル発射や核実験に対する国際社会のあり方について記す。

## 国連安全保障理事会による制裁決議
2006年10月9日に北朝鮮の実施した核実験に対する国際連合安全保障理事会決議1718において、初めて「国際連合憲章第七章の下で行動し、同憲章第四十一条に基づく措置」を取るとの文言が盛り込まれた。その後、繰り返し実施された核実験及び弾道ミサイル発射に対して、決議1695、決議1874、決議2087、決議2094、決議2270、決議2321、決議2356、決議2371、決議2375、決議2397が採択され制裁が強化されている。

### 決議1718
2006年の核実験に対して採択された決議1718では、下記品目の禁輸とそれらに関連する物資や技術やサービスの移転や調達の禁止等を決定した。
- 特定の兵器（戦車、装甲戦闘車両、大口径火砲システム、戦闘用航空機、攻撃ヘリコプター、軍用艦艇、ミサイル若しくはミサイル・システム）[3]
- 核兵器関連、弾道ミサイル関係[4]
- 奢侈品[5]

また、禁制品の品目の検討、資産凍結対象となる団体及び個人の指定、入国禁止対象となる個人の指定、必要なガイドラインの策定を行う委員会の設置が決定された。

### 決議1874
2009年5月25日の核実験に対して採択された決議1874では、下記品目の禁輸とそれらに関連する物資や技術やサービスの移転や調達の禁止等を決定した。
- 全ての武器及び関連物資[7]。ただし、北朝鮮への小型武器及び関連物資の輸出は除く[8]。

また、全ての加盟国に禁制品の疑いがある自国領内の北朝鮮向けまたは北朝鮮からの積み荷の検査、旗国の同意を得た上で自国領域での北朝鮮船舶の検査および公海上で旗国の同意を得た上での検査を要請した。

### 決議2087
2012年12月12日の弾道ミサイル発射に対して採択された決議2087では、以下のような制裁が課された。
- 核・ミサイル関連禁輸対象品目リストの更新[10]。
- 資産凍結対象として4人、6団体を指定。資金、金融資産または経済資源の凍結を決定。4人は入国禁止対象にも指定された[11]。

また、加盟国に北朝鮮関連の金融機関の監視の強化を要請し、制裁委員会に対して制裁違反を支援した個人及び団体を制裁対象に指定する等の適切な対処を指示した。

### 決議2094
2013年2月12日の核実験に対して採択された決議2094では、以下のような制裁が課された。
- 禁輸対象品目の追加指定[14]。奢侈品として宝石類、ヨット、公共交通機関を除く自動車等が指定された[15]。
- 禁制品取引に対する金融サービス提供の禁止[16]。
- 決議による禁止行為に貢献しうる公的な金融支援（輸出信用、保証、保険）の禁止[17]。
- 資産凍結対象として3人・2団体を追加指定。3人は入国禁止対象にも指定[18]。
- 資産凍結対象の個人及び団体に限らず、その協力者についても資産凍結・入国禁止対象にすると決定[19]。また、そのような人物が北朝鮮国籍である場合は原則国外追放することを決定[注釈 1][20]。
- 禁制品の疑いがある自国領内の北朝鮮向けまたは北朝鮮からの積み荷の検査の義務付け[21]。
- 旗国の許可を受けたにもかかわらず船舶が公海上での検査を拒んだ場合に入港を禁止[22]。

また、加盟国に制裁逃れが疑われる北朝鮮の銀行口座・支店の開設、コルレス契約の禁止を要請した。

### 決議2270
2016年1月6日の北朝鮮による4回目の核実験と2月7日の弾道ミサイル発射に対して採択された決議2270では、以下のような制裁が課された。
- 禁輸対象品目の追加指定。従来は認められていた北朝鮮への小型武器及び関連物資の輸出も禁止された[24]。また奢侈品として高級時計、水中娯楽用の乗り物（水上バイク等）、スノーモービル、鉛クリスタルガラス、娯楽用スポーツ用品が新たに指定された[25]。
- 資産凍結対象として16人・12団体を追加指定[26]。16人は入国禁止対象にも指定された[27]。
- 資産凍結対象となったオーシャン・マリタイム・マネジメント・カンパニー・リミテッドの管理・運航する船舶31隻が資産凍結対象に指定される[28]。
- 制裁逃れに加担する北朝鮮の外交官等についても国外追放[29]。
- 北朝鮮に対する船舶および航空機のリース、チャーター、乗員サービス提供の禁止[30]。
- 加盟国の個人・団体が北朝鮮で船舶を登録したり、北朝鮮籍の船舶を使用したりリース等することを禁止[31]。
- 禁制品積載の疑いがある航空機の離着陸および上空通過の禁止[32]。
- 制裁対象となった個人・団体が管理する船舶の入港禁止[33]。
- 北朝鮮からの石炭（羅刹港から輸出される北朝鮮外が原産地の石炭を除く）、鉄および鉄鉱石（専ら生計目的のためであり、核若しくは弾道ミサイル計画、決議により禁止されている行為と無関係な場合を除く）、金、チタン鉱石、バナジウム鉱石及びレア・アースの輸入禁止[34]。
- 北朝鮮に対する航空燃料の供給禁止[35]。
- 北朝鮮の銀行の支店の新規出店、子会社及び代表事務所の開設・運営の禁止[36]。
- 金融機関が北朝鮮の銀行と新規に合弁企業を設立すること、北朝鮮の銀行の持ち分を得ること、取引関係（コルレス関係）を結ぶことを禁止[36]。
- 加盟国の自国の金融機関が北朝鮮に新規に代表事務所、子会社、支店、銀行口座を開設することを禁止[37]。
- 核や弾道ミサイルの開発、決議で禁止された行為に貢献しうる個人・団体による北朝鮮との貿易に対して公的か民間かに関わらず金融支援（輸出信用、保証、保険を含む）を禁止[38]。
- 加盟国に対して、北朝鮮人が核・ミサイル関係の専門教育又は訓練[注釈 2]を防止するよう義務付け[39]。

### 決議2321
2016年9月9日の北朝鮮による5回目の核実験に対して採択された決議2321では、以下のような制裁が課された。
- 禁輸対象品目の追加指定。大量破壊兵器に利用可能な物品[40]や奢侈品としてじゅうたん、タペストリー、磁器製、ボーン・チャイナ製の食器が指定された[41]。
- 資産凍結対象として11人・10団体を追加指定。11人は入国禁止対象にも指定された[42]。
- 従来は「個別の案件に応じて委員会に事前に通知された」[30]場合に認められていた北朝鮮への航空機のリース、チャーター、乗務員サービスの提供について、「委員会が事前に個別の案件に応じて承認する場合」のみに限定された[43]。
- 従来は「個別の案件に応じて委員会により事前に通知された」[31]場合に認められていた加盟国の個人・団体による北朝鮮での船舶の登録、北朝鮮籍の使用、チャーター等が、「委員会が事前に個別の案件に応じて承認する場合」のみに限定された[43]。
- 従来、禁止が明記されていた北朝鮮人に対する専門教育又は訓練に「先端の材料科学、化学工学、機械工学、電気工学及び産業工学」が新たに明記され、さらにそれらに限らないことが明確にされた[44]。
- 医療交流を除き、原則北朝鮮後援または北朝鮮に関係する人物・団体が関連する科学技術協力の禁止[45]。
- 制裁委員会に対して、制裁逃れを行った疑いのある船舶の船籍剥奪等を旗国に求める権限が付与される[46]。
- 北朝鮮外交官や領事館等の銀行口座を各国で1人1口座、1機関1口座に限定[47]。
- 北朝鮮が所有・賃借している不動産の用途を外交・領事活動に限定し、それ以外の目的での所有・賃借を禁止[48]。
- 北朝鮮が所有・管理する船舶に対する保険・再保険の原則禁止[49]。
- 加盟国の団体・個人が北朝鮮から船舶・航空機の乗員サービスの調達をすることを禁止[50]。
- 北朝鮮の所有、管理・運航する船舶の船籍剥奪および再登録の禁止[51]。
- 北朝鮮からの北朝鮮原産の石炭の輸出については年間400,870,018米ドルか750万トンのいずれか低い方に上限を設定[52]。
- 北朝鮮からの銅、ニッケル、銀及び亜鉛の輸出禁止[53]。
- 北朝鮮による像の販売禁止[53]。
- 北朝鮮への新品のヘリコプター、船舶の売り渡し禁止[54]。
- 北朝鮮との貿易のための公的な及び民間の金融支援の禁止[55]。

### 決議2356
2017年の北朝鮮による度重なる弾道ミサイル発射に対して採択された決議2356では、新たに14人4団体を資産凍結対象に指定した。また14人は入国禁止措置も課された。

### 決議2371
2017年7月4日、7月28日の北朝鮮による大陸間弾道ミサイル発射に対して採択された決議2371では、以下のような制裁が課された。
- 制裁委員会に対して決議違反が疑われる船舶の入港禁止を各国に指示する権限を付与[57]。
- 資産凍結対象として9人・4団体を追加指定。9人は入国禁止対象にも指定された[58]。ただし、朝鮮貿易銀行(FTB)、朝鮮民族保険総会社(KNIC)との取引は外交・領事使節団の活動や国連、国連と調整の上行われる人道活動を目的に限り認められる[59]。
- 北朝鮮との新たな合弁企業や共同事業体の原則設立禁止[60]。
- 北朝鮮からの北朝鮮原産の石炭輸出禁止[61]。
- 北朝鮮からの海産物の輸出禁止[62]。
- 北朝鮮からの鉛および鉛鉱石の輸出禁止[63]。
- 各国に派遣された北朝鮮労働者の総数を決議採択の日を上限に制限[64]。

### 決議2375
2017年9月11日の核実験に対して採択された決議2375では、以下のような制裁が課された。
- 資産凍結対象として1人・3団体を追加指定。1人は入国禁止対象にも指定された[65]。
- 制裁委員会に対して制裁逃れが疑われる船舶の公海上での検査を旗国や船舶が拒否した場合に、当該船舶の船籍剥奪を旗国に命じる権限を付与[66]。
- 北朝鮮船籍の船舶に対して、禁制品を船舶間で受け渡すこと（瀬取り）を禁止[67]。
- 北朝鮮に対する、コンデンセートおよび液化天然ガスの供給禁止[68]。
- 北朝鮮に対する石油精製品の供給を、年間上限200万バレルに制限[69]。
- 北朝鮮に対する原油の供給を、決議採択の日から1年以内に供給した量までに制限[70]。
- 北朝鮮からの繊維製品輸入禁止[71]。
- 北朝鮮人労働者の受入禁止。ただし決議採択以前に結ばれた契約は除く[71]。
- 制裁委員会が承認した場合を除き、北朝鮮との合弁事業禁止。承認されなかった既存の事業についても解散[72]。

### 決議2397
2017年11月29日の北朝鮮による大陸間弾道ミサイル発射に対して採択された決議2397、以下のような制裁が課された。
- 資産凍結対象として16人・1団体を追加指定。16人は入国禁止対象にも指定された[73]。
- 北朝鮮に対する原油の供給上限が数値で定められ、年間400万バレルまたは52.5万トンとなった[74]。
- 北朝鮮に対する石油精製品の供給上限が年間50万バレルまたは52.5万トンに引き下げられた[75]。
- 北朝鮮に対するに対する統一システム番号[注釈 3]72類～89類[注釈 4]に該当する全ての品目の供給禁止。ただし、民間航空会社の補修部品は除外[76]。
- 北朝鮮からの統一システム番号、第7類「食用の野菜、根及び塊茎」、第8類「食用の果実及びナット、かんきつ類の果皮並びにメロンの皮」、第12類「採油用の種及び果実、各種の種及び果実、工業用又は医薬用の植物並びにわら及び飼料用植物」、第25類「塩、硫黄、土石類、プラスター、石灰及びセメント」、第44類「木材及びその製品並びに木炭」、第84類「原子炉、ボイラー及び機械類並びにこれらの部分品」、第85類「電気機器及びその部分品並びに録音機、音声再生機並びにテレビジョンの映像及び音声の記録用又は再生用の機器並びにこれらの部分品及び附属品」、第89類「船舶及び浮き構造物」に該当する品目の輸出禁止[77]。
- 北朝鮮が漁業権を他国に販売等することを禁止[77]。
- 加盟国の管轄内で利益を得ている北朝鮮人と海外の北朝鮮人労働者を監視する北朝鮮政府の安全監督員の24ヶ月以内の国外追放[78]。
- 制裁逃れが疑われる船舶に対する保険、再保険サービスの提供禁止[79]。
- 制裁逃れが疑われる船舶の船籍剥奪および再登録禁止[80]。

また、加盟国に対して凍結対象となっている船舶を発見した場合の通報を義務付け、自動船舶識別装置を切るまたは装置の作動要求を無視する船舶の監視強化、北朝鮮に対する中古船の売り渡しを防止するよう要請した。
さらに、北朝鮮がこれ以上核実験やミサイル発射の挑発行動を行った場合は原油供給の更なる規制などの措置を取ると警告した。具体的な措置を明記して警告したのは初めて。

## 各国の対応

### 日本
日本政府は実験や発射の際、毎回国連を通じて抗議している。
また、北朝鮮への輸出入全面禁止、北朝鮮に寄港した船舶の日本への寄港禁止、北朝鮮国籍者の入国原則禁止、大量破壊兵器や弾道ミサイルの計画などに関わる団体や個人に対し資産凍結、10万円未満の人道支援目的のものを除く北朝鮮への送金禁止などの独自制裁を行なっている。
2019年1月、日本政府は制裁決議の「完全履行」を掲げているが政府も資産凍結措置の対象にしている中国企業の貨物船を那覇港で海上保安庁が検査し確認したが「拘留理由がない」と出港を許可するなど制裁決議違反をしている事が明らかになった。

### アメリカ合衆国
1950年から2008年まで対敵通商法に基づき北朝鮮との貿易は制限されてきた。2008年以降は国際緊急経済権限法の適用対象国となり、2016年には「北朝鮮に対する制裁及び政策強化法」（NKSPEA）が成立し、制裁対象の個人・企業が拡大した。
トランプ政権になって以後は、ツイッターや公式表明においても厳重に抗議している。
2017年7月には、合衆国国民の北朝鮮への渡航に特別な検査を受けることを義務付けた。
2017年8月、対敵制裁措置法が成立し、北朝鮮が対象国となった。
2017年9月にドナルド・トランプは大統領令13810号に署名し、制裁リストを拡充すると同時に、北朝鮮との金融システムを遮断し、いかなる企業、組織、個人の物品・サービス・技術の貿易も凍結することができる権限を合衆国に対し付与した。また、合衆国の港への寄港から180日間は全ての航空機・船舶は北朝鮮に寄港することを禁止した。2017年9月、北朝鮮国籍者の入国を禁止した。
2019年2月米朝首脳会談では、核廃棄と一連の制裁解除が話し合われたが、合意には至らなかった。

### 欧州連合
2006年より武器・レアメタルの全面禁輸、航空・ロケット燃料禁輸、北朝鮮政府からの金・貴金属・ダイヤモンドの購入禁止、石炭・鉄鋼等の輸入禁止、贅沢品の禁輸、北朝鮮の貿易・開発への金融支援規制、北朝鮮の輸出入に係る貨物船舶の監視、独自の北朝鮮の個人・法人への資産凍結といった制裁を行なっており、2017年には石油禁輸も追加された。

### ロシア連邦
近年は強く抗議の意を示しているが、アメリカや日本には過敏反応への自重を求めている。

### イギリス
ボリス・ジョンソン外相（当時）が日英豪外相電話会談で抗議。

## 制裁による影響(死亡)
2017年には5歳未満の幼児の19%が栄養不足による成長阻害になっている。2018年時点で6万人のこどもが、命を脅かす深刻な栄養失調である。
2019年にコリア・ピース・ナウという団体が、イギリスのサセックス大学教授ケビン・グレイ博士（国際関係学）、ラトガース大学教授スージー・キム博士（朝鮮史）らに制裁に関する人的犠牲の評価を依頼し、レポートを発表した。レポートによると、2018年に3,968人が北朝鮮で制裁の影響で亡くなったという。その中には、3,193人の子どもが含まれている。制裁が国連の人道支援プログラムを遅らせており、資金不足が原因である。
北朝鮮政府は、「野蛮な制裁は、人権侵害であり、大量虐殺に相当するものだ」として、停止を求めている。複数の無節操な国が、母親や子供向けの物資を含む医療機器や医薬品の輸入を妨げてきたという。